# 2月6日 (旧暦)
旧暦2月6日（きゅうれきにがつむいか）は、旧暦2月の6日目である。六曜は先勝である。

## できごと
- 天明4年（グレゴリオ暦1784年3月26日） - 福岡藩の藩校修猷館（東学問稽古所）開館。

## 誕生日
- 天文6年（ユリウス暦1537年3月17日） - 豊臣秀吉、武将・関白（+ 1598年）（+ 1598年）（天文5年1月1日生とも）
- 享保19年（グレゴリオ暦1734年3月10日） - 麻田剛立、蘭方医・天文学者（+ 1799年）
- 文政元年（グレゴリオ暦1818年3月12日） - 松浦武四郎、探検家・蝦夷地を探検（+ 1888年）

## 忌日
- 仲哀天皇9年（ユリウス暦200年3月8日） - 仲哀天皇、14代天皇
- 寛文6年（グレゴリオ暦1666年3月11日） - 千姫、徳川秀忠の子・豊臣秀頼の妻（* 1597年[1]）